# Dumitru Ionescu
Dumitru V. Ionescu (n. 27 mai 1901 la București – d. 1985 la Cluj-Napoca) a fost un matematician român.
Este considerat unul dintre creatorii de frunte ai școlii matematice românești.

## Biografie
S-a născut la București ca fiu al unui negustor. De mic rămâne orfan de tată.
Mama s-a recăsătorit cu profesorul de matematică Gh. Nicolaevici, de la acesta dobândind primele îndrumări, fiind elev la Liceul Sfântul Sava.
În timpul Primului Război Mondial era nevoit să-și întrerupă studiile și se refugiază la Roman, unde se angajează ca meditator.
După încheierea războiului se reîntoarce în Capitală, unde continuă să mediteze elevi până la încheierea studiilor secundare, după care intră ca funcționar de stat la serviciul cadastrului.
În această perioadă își continuă studiile la Facultatea de Matematică, cu profesori ca Gheorghe Țițeica, Anton Davidoglu, David Emmanuel, Traian Lalescu, Nicolae Coculescu.
Deși având situație materială modestă, fiind nevoit să se întrețină susținând meditații, încheie studiile superioare cu rezultate strălucite, fiind apreciat de Țițeica și obținând Premiul "Hillel".
În 1922 obține licența, după care intră ca profesor suplinitor la Liceul Gheorghe Șincai din București.
Susținut de profesorul Andrei Ioachimescu, în 1923 pleacă la Paris cu o bursă la "École Normale Supérieure", unde este coleg cu Miron Nicolescu.
Apoi urmează Sorbona și "Collège de France", unde audiază cursurile profesorilor Ernest Vessiot, Émile Picard, Henri Lebesgue, Paul Montel, Édouard Goursat.
În 1927 susține doctoratul în matematică cu subiectul Sur une classe d'équations fontionnelles.
Întors în țară, intră ca profesor de matematici la liceul militar "Mănăstirea Dealu".
În 1928 este numit conferențiar la Universitatea din Cluj la Catedra de Mecanică rațională și deține acestă funcție până în 1931, după care intră ca profesor de analiză matematică.
A fost membru titular al Academiei de Științe din România începând cu 21 decembrie 1935.
Între 1949 și 1955, deține conducerea Catedrei de Matematică la Politehnica din Cluj, ca apoi să treacă la Catedra de Ecuații diferențiale.
De asemenea, mai deține și funcția de șef de secție la Institutul de Calcul Numeric în Consiliul Științific al Facultății de Matematică din cadrul Universității din Cluj.
În 1971 s-a pensionat și și-a continuat activitatea ca profesor consultant.

## Activitate științifică
Dumitru Ionescu este continuatorul operelor lui Nicolae Abramescu, Aurel Angelescu, Theodor Angheluță, Gheorghe Bratu și Petru Sergescu.
Cele mai multe din studiile sale sunt din domeniul analizei matematice: ecuații diferențiale liniare, ecuații cu derivate parțiale de ordin superior, ecuații integrale, calcul funcțional, analiză numerică și aplicații ale analizei matematice.
A avut preocupări și în domeniul algebrei, mecanicii generale și analizei numerice.
A studiat ecuațiile integrale de tip Fredholm, a dat diferite extensiuni la ecuațiile diferențiale ordinare.
A generalizat formula lui Taylor.
A studiat ecuația cu derivate parțiale pentru propagarea căldurii.
A obținut o generalizare a formulelor lui Stieltjes și Obreșkov.
A extins formulele de integrare numerică ale lui Runge și Kutta pentru ecuațiile diferențiale.
În cadrul mecanicii generale a studiat mișcarea punctului material, mișcarea tautocronă, proprietățile mecanice ale lănțișorului.
A studiat proprietățile conicelor și cuadricelor.

## Distincții
- titlul de Profesor Emerit al Republicii Populare Romîne (18 august 1964) „pentru activitate deosebită în domeniul cercetării științifice și contribuție la dezvoltarea învățămîntului superior”[3]

## Scrieri
- 1927: Sur une classe d'équations fonctionneles
- 1957: Cuadraturi numerice
- 1964: Ecuații diferențiale și integrale
- 1978: Diferențe divizate.

Dumitru Ionescu a mai scris și o serie de manuale didactice privind algebra elementară, mecanica elementară.